# Autoridad de Cuenca Matanza Riachuelo
La Autoridad de Cuenca Matanza Riachuelo (ACUMAR) es el ente interjurisdiccional de derecho público creado por la Ley nacional 26.168 del Poder Ejecutivo Nacional y adherido por las Legislaturas de la Provincia de Buenos Aires y de la Ciudad Autónoma de Buenos Aires, que tiene a su cargo la ejecución del Plan Integral de Saneamiento Ambiental de la Cuenca del Río Matanza-Riachuelo.
La Autoridad de Cuenca está integrada por un Consejo Directivo presidido por el Ministerio de Economía y los representantes de las tres jurisdicciones, un Consejo Municipal con representantes de los 15 municipios que conforman la cuenca, y una Comisión de Participación Social como espacio de articulación del Plan con la sociedad civil, abierto a su integración por cualquier organización con intereses en el ámbito territorial de la cuenca. Asimismo, se ha conformado un Foro de Universidades de la Cuenca Matanza Riachuelo (FUCUMAR) como ámbito de interacción entre las universidades vinculadas por sus saberes a la problemática de la cuenca y el grupo de expertos responsables a cargo del Plan.
La Autoridad de Cuenca cuenta asimismo con una Dirección Ejecutiva y una Secretaría General cuya función es oficiar de enlace entre todos los actores que conforman el Plan Integral de Saneamiento de la Cuenca Hídrica Matanza Riachuelo.

## Historia

### Origen: La causaMendoza
En julio de 2004 un grupo de vecinos de la Provincia de Buenos Aires y la Ciudad Autónoma de Buenos Aires, encabezados por Beatriz S. Mendoza presentan una acción judicial contra el Estado Nacional, la Provincia de Buenos Aires, la Ciudad Autónoma de Buenos Aires y 44 empresas reclamando daños y perjuicios sufridos en consecuencia a la contaminación de la Cuenca Matanza-Riachuelo. Asimismo, solicitan la recomposición del ambiente y una serie de medidas cautelares a fin de asegurar el objeto de la demanda 
El 20 de junio de 2006, la Corte Suprema de Justicia de la Nación Argentina se declara competente en el juicio por el daño ambiental de incidencia colectiva sobre la cuenca Matanza Riachuelo. Al mismo tiempo, se declara incompetente para proseguir el proceso por los daños individuales de cada uno de los vecinos afectados, a los que se recomienda concurrir a cada juez, de cada lugar donde habitan, para obtener las indemnizaciones por sus daños individualizados.
Así comienza el juicio conocido como "Causa Mendoza", en el cual se aceptó la participación como terceros tanto a la Defensoría del Pueblo de la Nación como a varias organizaciones (Fundación Ambiente y Recursos Naturales, Asociación de Vecinos de La Boca, Centro de Estudios Legales, Fundación Greenpeace Argentina, Fundación Metropolitana entre otras).

### Creación de la ACUMAR
En diciembre de 2006 se creó por Ley Nacional la Autoridad de Cuenca Matanza Riachuelo presidida por la Secretaría de Ambiente y Desarrollo Sustentable. La ACUMAR participa de las audiencias públicas y presentó al Juez el Plan Integral de Saneamiento Ambiental de la Cuenca Matanza Riachuelo. La corte solicitó a la Universidad de Buenos Aires la participación de sus profesionales idóneos, con antecedentes y conocimientos necesarios y apropiados respecto de las diversas temáticas involucradas, y que procediesen a informar sobre la factibilidad del plan.

El 8 de julio de 2008, la Corte Suprema de Justicia de la Nación dictó sentencia definitiva en el caso Mendoza, en relación con "la específica pretensión sobre recomposición y prevención de daños al ambiente", que obliga al dictado de decisiones urgentes, definitivas y eficaces. Se trata de una sentencia colectiva atípica, de carácter declarativa y de ejecución, ya que contiene una condena general, que recae sobre la ACUMAR, el Estado Nacional, la Provincia de Buenos Aires y la Ciudad Autónoma de Buenos Aires, "igualmente responsables en modo concurrente", por el cumplimiento del programa establecido en la resolución:
"que debe perseguir tres objetivos simultáneos: 1) la mejora de la calidad de vida de los habitantes de la cuenca; 2) la recomposición del ambiente en la Cuenca en todos sus componentes (agua, aire, y suelos) y 3) la prevención de daños con suficiente y razonable grado de predicción".
El proceso de ejecución de la sentencia dictada por la Corte Suprema de Justicia de la Nación se puso a cargo del Juzgado Federal de Quilmes a cargo del Dr. Luis Armella. 

### Plan Integral de Saneamiento Ambiental de la Cuenca Matanza Riachuelo
El Plan Integral de Saneamiento Ambiental, cuyo Resumen Ejecutivo fue aprobado por la Resolución ACUMAR Nº8/2007 es el conjunto de acciones destinadas a preservar y recomponer la Cuenca Hídrica Matanza Riachuelo, comprendiendo un territorio aproximado a los 2 200 kilómetros cuadrados por donde discurren los 64 km de extensión del sistema integrado por los Ríos Matanza y Riachuelo, respectivamente.
En marzo de 2010 se presentó la nueva versión del Plan Integral con el propósito de reflejar el grado de avance de las acciones llevadas a cabo e introducir las modificaciones necesarias en función de las nuevas realidades. 
ACUMAR articula políticas públicas comunes y coordina los esfuerzos interinstitucionales para el desarrollo del PISA. Desde la creación del organismo y la implementación del Plan Integral.

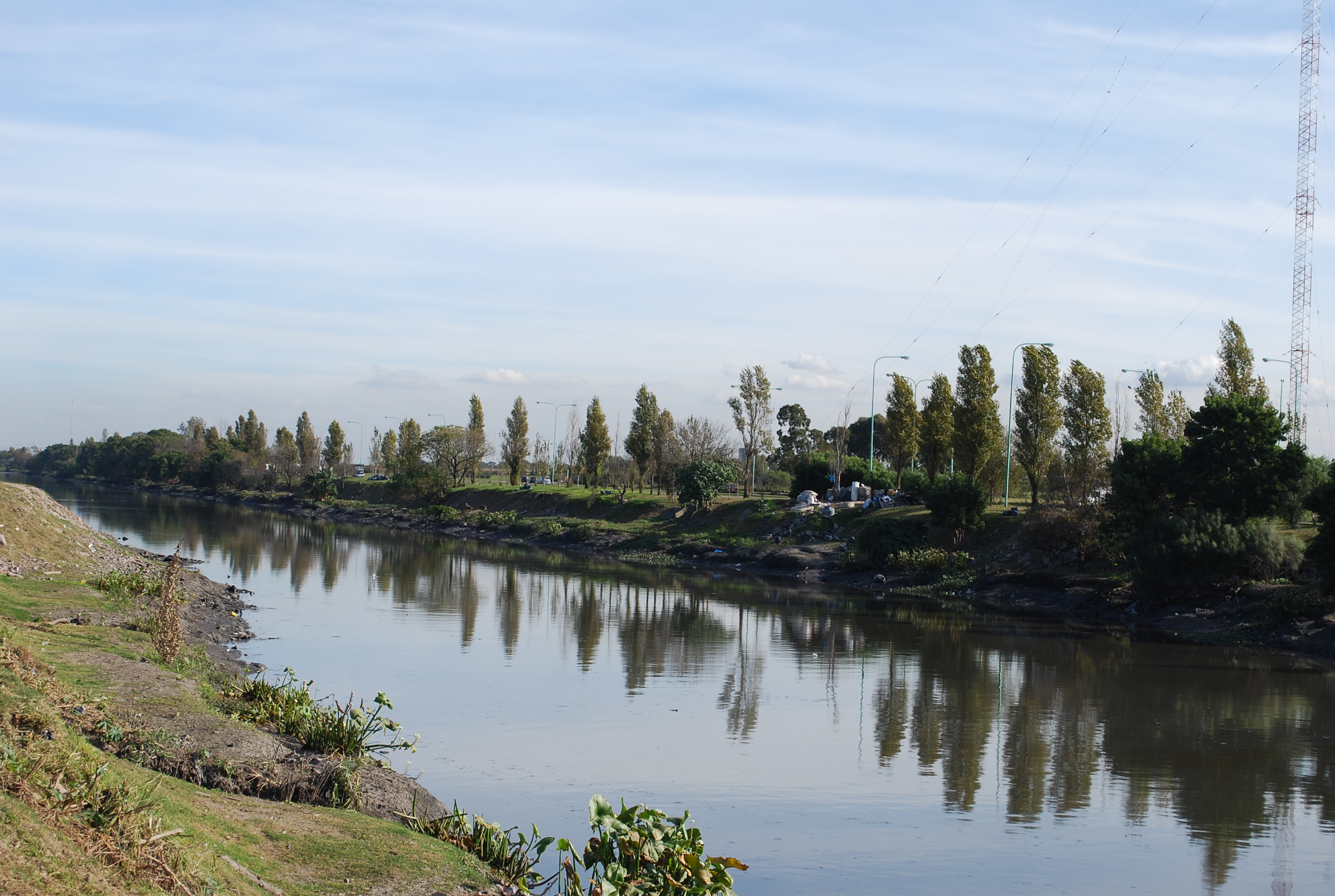
El Camino de Sirga.

En 2008 se lograron avances concretos que mejoran el estado del ambiente y la calidad de vida de más de 8 millones de habitantes. Una de las tareas que realiza ACUMAR es relocalizar a las familias que viven sobre los márgenes del río, en asentamientos precarios construidos en una zona de riesgo ambiental. Hasta ahora, se hicieron relocalizaciones hacia viviendas dignas, en Lanús, Avellaneda, Lomas de Zamora, La Matanza y la Ciudad Autónoma de Buenos Aires.

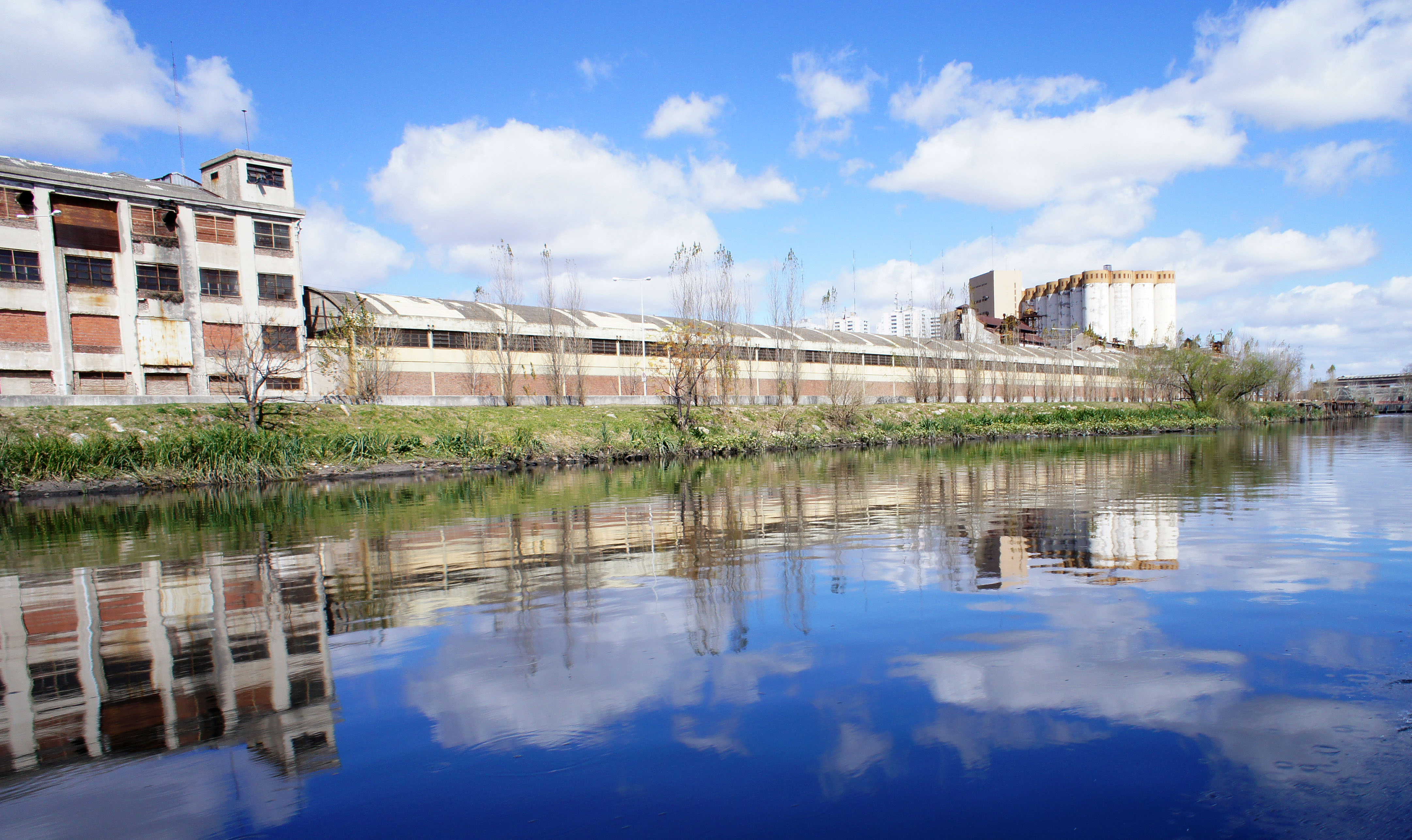
El Riachuelo mejoró en los últimos años.

En conjunto con los 14 municipios de la cuenca, ACUMAR se encarga de reconvertir los basurales en espacios verdes para los ciudadanos. En el marco del Plan de Gestión Integral de Residuos Sólidos Urbanos, ACUMAR erradica basurales y financia la construcción de plantas de tratamiento de residuos, denominadas EcoPuntos.
Con el objetivo de recuperar el espacio público, ACUMAR trabaja para liberar el área de 35 metros de ancho que se extiende desde la orilla. El llamado Camino de Sirga debe ser liberado, según marca la ley, y quedar a disposición del Estado “en forma inmediata y efectiva” como un paso más para lograr el saneamiento de la Cuenca Matanza Riachuelo. ACUMAR lleva adelante acciones judiciales con empresas que ocupaban el espacio público para que se retiren del Camino de la Ribera y relocaliza las viviendas precarias. Sobre la zona liberada se están realizando tareas de rellenos de terraplén, parquización, alumbrado público y un nuevo circuito de circulación. Las obras lograrán evitar la generación de basurales y mejorar los espacios públicos.
En relación con la limpieza del espejo de agua, se utilizan catamaranes para extraer los residuos sólidos flotantes. Además, se retiraron del río carrocerías de vehículos, muelles antiguos y decenas de objetos voluminosos. Otro de los objetivos alcanzados fue cumplir con el desafío histórico de extraer los buques del Riachuelo: desde 2007 se removieron más de 50 barcos. El producto de su desaguace fue donado a los Hospitales Garrahan y Sor María Lodovica para la mejora y el mantenimiento de esas instituciones.  En enero de 2012, en un operativo sin precedentes, se relocalizaron 12 000 puestos de la feria La Saladita, en Lomas de Zamora, que ocupaba espacio público en las márgenes del Riachuelo.
En la cuenca hay 12.701 industrias que fueron inspeccionadas en un 100%. Algunas se declaran agentes contaminantes, que deben trabajar en un plan de reconversión industrial para dejar de contaminar y reconvertir sus procesos productivos.

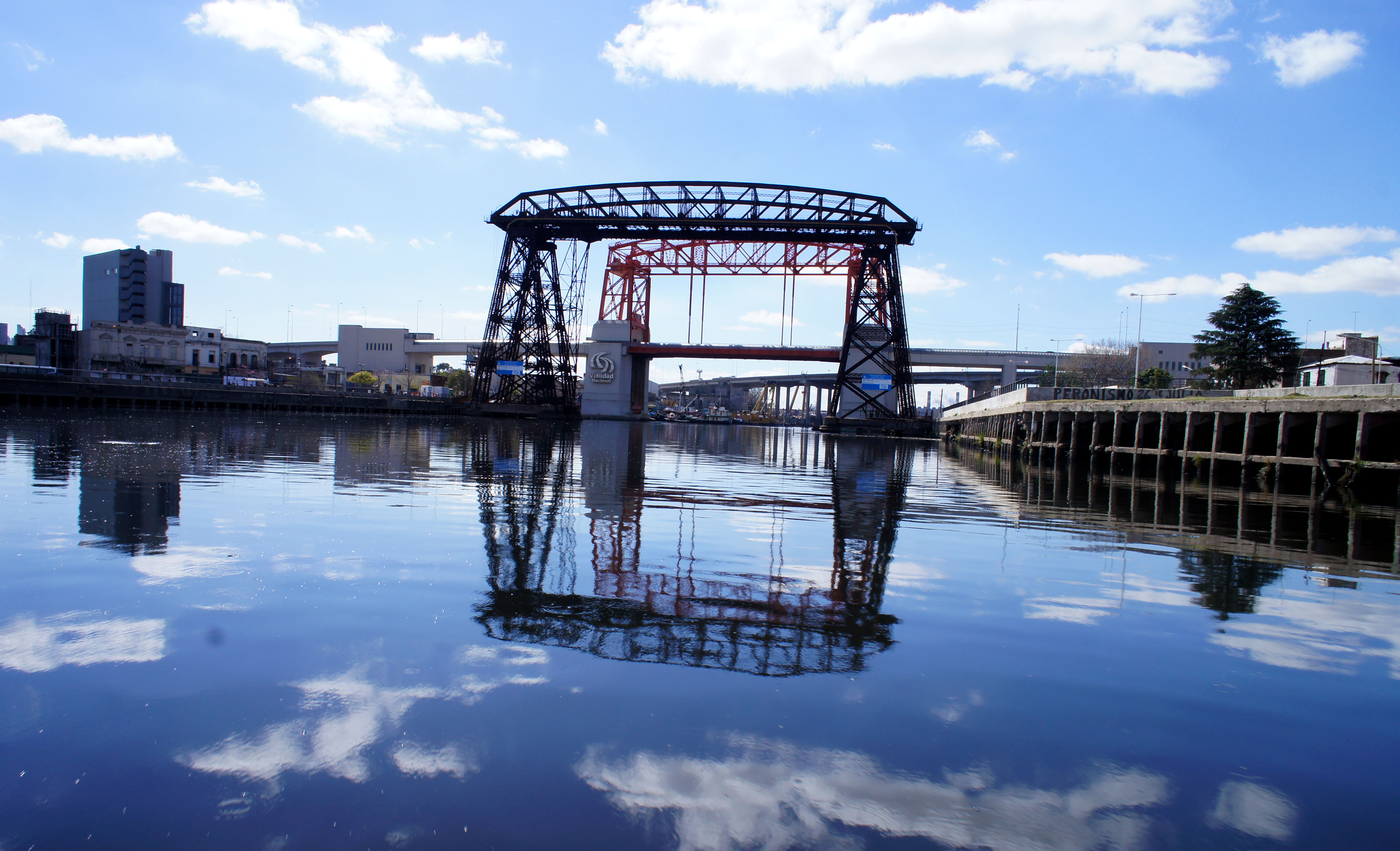
Puente Nicolás Avellaneda

El estado Nacional a través de la empresa estatal AySA y la provincia a través de ABSA invierten en obras de saneamiento, provisión de agua y tratamiento de líquidos cloacales para todos los habitantes de la cuenca.  Por otro lado desde el año 2008 se está invirtiendo en construcción, ampliación y recuperación de desagües pluviales.
La ACUMAR llevó a cabo el primer estudio abarcativo de toda la zona en materia de salud, se llamó Evaluación Integral de Salud en Áreas de Riesgo. Este estudio permitió tener una base para el trabajo que posteriormente se comenzó a realizar en los sectores más críticos. Así desde 2010 la Dirección de Salud del organismo lleva adelante un estudio nutricional, de desarrollo psicomotor y toxicológico a niños, embarazadas y mayores adultos, que permite conocer el estado real de la salud de la población y actuar en consecuencia. Además el organismo está construyendo 15 unidades sanitarias ambientales, adquirió 12 unidades de atención móvil y comenzó la construcción de un hospital en Cañuelas. Montó desde 2010 una red de laboratorios toxicológicos que abarca toda la región. Además, se realizan mediciones continuas de la calidad del agua superficial en toda la cuenca y la Comisión de Participación Social trabaja en el área de educación ambiental para generar conciencia ambiental. ACUMAR puso en funcionamiento a partir de diciembre de 2013, una red de 70 estaciones de monitoreo de calidad hídrica en la Cuenca Matanza Riachuelo, para obtener información sobre la calidad ambiental del recurso hídrico.
Para el año 2014 el 88 por ciento del camino de sirga había sido liberado, se habían quitado más de 186 basurales. 11.995 industrias fueron empadronadas en la Cuenca, y se llevó a cabo la adecuación ambiental del Polo Petroquímico Dock Sud, desde que comenzó la limpieza fueron retiradas 170 mil toneladas de basura, 110 autos y 57 buques, 1.500.000 personas incorporadas a la red de agua potabilizada y 895.000 personas incorporadas a la red de saneamiento cloacal.
Desde el 2003, con mayor impulso desde marzo de 2006 con la creación de AySA (Agua y Saneamientos Argentinos S.A.), el Gobierno Nacional de Fernández inició un plan de obras de gran envergadura tendientes tanto a la depuración del curso de agua como al saneamiento, con obras que benefician a 11 millones de beneficiarios. Entre las principales obras la Planta de Tratamiento de Lanús, la Planta de Tratamiento Fiorito, Lomas de Zamora, Emisario Berazategui, Colector Margen Izquierdo, Planta de Tratamiento de Dock Sud, Planta de Tratamiento de Barrios en La Matanza, Planta de Ósmosis Inversa en Ezeiza, Planta de Ósmosis Inversa en Almirante Brown y Planta de Ósmosis Inversa en Esteban Echeverría. En el 2003 el número de habitantes que contaban con servicio de agua potable de red era de 6.935.516, mientras que al 2015 aumentó a 9.293.760 habitantes. Mayor fue el incremento en el caso del servicio de cloacas, que aumentó un 40,3% de 5.136.755 habitantes en 2003, a 7.207.546 millones en 2015.
La mega obra de infraestructura Sistema Riachuelo que lleva adelante AYSA, dependiente de la subsecretaría de Recursos Hídricos, comenzó en 2016 con una inversión total de u$s 1200 millones, financiada en su mayoría por el Banco Mundial (u$s 840 M) y por el Poder Ejecutivo nacional (u$s 360 M). Es la obra de infraestructura argentina más grande financiada por el Banco Mundial. El Sistema Riachuelo permite una solución integral a las actuales limitaciones en la capacidad de transporte del servicio de desagües cloacales en el conurbano bonaerense, mejorando la calidad del servicio y propiciando el saneamiento del Riachuelo en lo que concierne a contaminación por efluentes cloacales. Integra un colector "margen izquierda" que une el aliviador Cildáñez y otros colectores pluviales de la Ciudad de Buenos Aires, que en la Planta Riachuelo son descargados en el Río de la Plata, con desagües cloacales dirigidos a plantas de tratamientos (Fiorito, Lanús, y Wilde), el producto de estas últimas plantas se difunde en el Río de la Plata mediante un emisor submarino que permite atravesar los canales de navegación de acceso a los Puertos de Buenos Aires y Dock Sud, asegurando una mezcla íntima del efluente pretratado con el agua del Río de la Plata para completar el tratamiento por dilución, asegurando la calidad ambiental del cuerpo receptor de acuerdo a los niveles y usos establecidos por las normas vigentes.

### Plan de Manejo Hídrico
ACUMAR realiza medidas estructurales y no estructurales para el mantenimiento de la infraestructura hídrica de la Cuenca Matanza-Riachuelo. El objetivo de estas actividades es evitar que la población que vive en la Cuenca se vea afectada por las inundaciones que afectan a la zona.

### Gestión durante el gobierno de Cristina Kirchner (2007-2015)
La primera directora de ACUMAR fue la entonces Secretaria de Ambiente, la ambientalista Romina Picolotti, hasta diciembre de 2008 cuando la reemplazó Juan José Mussi, por entonces intendente de Berazategui. Para el periodo julio de 2008 a diciembre de 2009 la media de inspecciones sanitarias a establecimientos industriales fue de 66,1 inspecciones por mes, mientras que durante el año 2011 ascendió hasta 850,3 por mes.
En 2012 se despejó el ‘Camino de Sirga’ en un 80%  respecto a las cloacas las obras están en un 60% realizadas, lo que representa 1.200.000 ciudadanos que vivían a la vera del Riachuelo que no tenían cloacas y ahora las tienen. Se incorporaron además 14 unidades sanitarias fijas y otras 14 móviles y 14 ecopuntos a donde llevar residuos para su tratamiento. A finales del mismo año se erradicaron 179 basurales a cielo abierto, reconvirtiéndolos en espacios verdes, que luego fueron entregados a los municipios para su cuidado.
En el año 2013 la Justicia Federal de Quilmes confirmó la obligación del gobierno porteño de aportar fondos para el saneamiento de la cuenca hídrica ordenado por la Corte Suprema de Justicia en 2008 y apelado por la gestión macrista. Sin embargo, al año 2015 los fondos aún no han sido entregados, pese al fallo de la justicia. Meses después, Mauricio Macri fue apercibido judicialmente por la causa del Riachuelo.
En el marco de estas tareas de limpieza por el gobierno nacional, durante el año 2013 se extrajeron del espejo de agua unas 5.619 toneladas de residuos, sumando un total de 22.777 toneladas totales de basura extraída del espejo de agua desde el inicio de estas actividades por parte de ACUMAR. Se incorporaron al sistema de recolección de residuos en los Asentamientos Villa Luján, Isla Maciel y Tierra Verde, en los cuales viven 750, 600 y 900 familias respectivamente. A su vez, en el Partido de Lanús se desarrolló una experiencia piloto en los Asentamientos ACUBA, 10 de enero, Eva Perón y Gaita, donde viven en total 1.950 familias.
En marzo de 2013 12 mil puesteros de la feria conocida como "La Saladita" fueron reubicados y en el lugar que ocupaban a la vera del Riachuelo fue instalado un mirador. Además comenzaron las obras de reacondicionamiento del edificio para la creación de la futura Universidad del Medio Ambiente, en un predio abandonado, que contará con una superficie de 1000 m², y contará con una biblioteca anexa y un museo. Ese mismo año en los municipios de Avellaneda, Lomas de Zamora y La Matanza las relocalizaciones de las familias que vivían en villas se cumplieron totalmente con la liberación total del Camino de Sirga, gracias al programa de relocalizaciones que forma parte del Plan Federal de Urbanización de Villas y Asentamientos que lleva adelante el Gobierno Nacional y que prevé la construcción de soluciones habitacionales dentro y fuera de la cuenca. Ese mismo año, en Lanús, comenzaron a relocalizarse a 73 familias al barrio Néstor Kirchner, una parte de los habitantes de la Villa 21-24 fueron mudados hacia el complejo habitacional de Castañares y General Paz, en Mataderos.
Para el año 2014, el 88 por ciento del camino de sirga había sido liberado, 1.500.000 familias fueron incorporadas a la red de agua corriente y de alcantarillado, y se habían quitado más de 186 basurales. 11.995 industrias fueron empadronadas en la Cuenca, y se llevó a cabo la adecuación ambiental del Polo Petroquímico Dock Sud desde que comenzó la limpieza fueron retiradas 170 mil toneladas de basura, 110 autos y 57 buques. Para fines de ese año se registró un 93% de avance en la limpieza de las márgenes bajo convenio. 1.500.000 personas incorporadas a la red de agua potabilizada y 895.000 personas incorporadas a la red de saneamiento cloacal. A fines de ese año aumentó a 963.000 la cantidad de personas incorporadas a la red de saneamiento cloacal. En 2014 comenzó la mudanza al complejo de Castañares y General Paz de familias que habitaban la Villa 21-24; es una de las últimas que se realizan en el marco del Plan de Saneamiento de la Cuenca Matanza Riachuelo.
En 2015 se comenzaron las obras de construcción por parte de la ACUMAR de los hospitales de Rafael Castillo y Laferrere, en La Matanza y el Hospital de Cuenca Alta Néstor Kirchner, en el partido de Cañuelas, todos con un avanzado estado de obra y con la idea de ser puestos en marcha ese mismo año.

### Gestión durante el gobierno de Mauricio Macri (2015-2019)
En 2016 mediante el decreto 336/2016 del presidente Mauricio Macri se dio de baja la Dirección General de Salud Ambiental de la Autoridad de Cuenca Matanza Riachuelo, que afectó a los habitantes de los 14 municipios que integran la cuenca. Mediante este decreto, los habitantes perdieron el acceso a unidades Sanitarias Móviles y Fijas con atención primaria de salud y los operativos de zoonosis y vacunación.
En 2016 fue designada por decreto Amílcar López, presidente de la Autoridad de Cuenca Matanza Riachuelo, pero renunció a su cargo al mes de haber sido designado por diferencias con las designaciones de Sergio Bergman, quien había admitido no tener conocimiento alguno para el cargo. Amilcar López renunció por la paralización repentina del ente y la falta de designación de equipos de trabajo en lo que fue calificado como una guerra por el control político de Acumar.
En 2017 es designada como directora la diputada del PRO Gladys González, por lo que fue denunciada en enero de ese año ante la Oficina Anticorrupción por ejercer tres cargos públicos en simultáneo. En su paso por la Acumar se realizó una fiesta para doscientas personas por el cumpleaños de Julio Urrutigoyti, cercano al político Sergio Bergman, en la que se denuncia el uso de recursos oficiales para su realización. A mediados de 2016 las autoridades anunciaron que la ACUMAR se declaró en emergencia financiera ya que tanto el gobierno de la Ciudad de Buenos Aires encabezado por Larreta como Provincia de Buenos Aires  encabezado por Vidal no aportaron los 160 millones de pesos anuales. La falta de financiamiento obligó a paralizar las plantas de tratamiento de cloacas, la compra de equipamiento de monitoreo del aire de la cuenca, etc. Paralelamente se llevaron a cabo recortes y despidos. Desde el Municipio de Avellaneda advirtieron que se han dejado de llevar a cabo las tareas de saneamiento, limpieza y mantenimiento en los márgenes, arroyos y canales del Arroyo Sarandí y del Riachuelo. A su vez a través de la ACUMAR se autorizó a verter al Riachuelo siete sustancias contaminantes prohibidas desde hace años entre ellas elementos tóxicos, como aldrin, clordano y dieldrín.

### Actualidad
En su campaña presidencial de 2023, Javier Milei afirmó que "una empresa puede contaminar un río todo lo que quiera". Tras asumir el poder, tomó una política de regresión ambiental, que incluyó un plan de despidos masivos en ACUMAR. La Corte Suprema se adaptó a la nueva situación anunciando que no controlaría más el cumplimiento del fallo Mendoza.

## Áreas de protección ambiental de la cuenca
Si bien la Cuenca Matanza Riachuelo es una unidad ambiental altamente impactada por las diversas actividades antrópicas generadas en el marco del proceso de desarrollo económico y social de la región, mantiene aún componentes biológicos propios del ecosistema originario.
La conservación de estos espacios es un elemento esencial para el desarrollo sostenible. La biodiversidad y los ecosistemas brindan una gran cantidad de bienes y servicios ambientales para la sociedad, en particular los humedales.
Los humedales tienen la capacidad de retener el agua de las lluvias y las crecientes de los ríos, por lo que atenúan el impacto de las inundaciones. Además, son capaces de fijar los contaminantes presentes en el agua, como un filtro, gracias a la presencia de vegetación, que puede absorber metales pesados y degradar distintos compuestos orgánicos.
Las áreas de protección ambiental son zonas identificadas dentro de la Cuenca Matanza Riachuelo que fueron priorizadas para tomar acciones concretas de conservación y gestión, debido a la presencia de biodiversidad.
Por “áreas de protección ambiental” debe entenderse no sólo aquellas áreas que ya tiene algún estatus o norma de protección que las regula, sino también aquellas que por distintos valores, sean éstos ecológicos, arqueológicos, paleontológicos, hídricos o como espacio verde de esparcimiento o recreación ciudadana, se consideran de interés para su conservación, independientemente del régimen normativo o la jurisdicción de la cual dependen. En este sentido ACUMAR pretende consolidar el estudio y conocimiento sobre las mismas, todo ello tendiente a que en un mediano y largo plazo pueda conformarse un sistema de áreas verdes de la Cuenca Matanza Riachuelo.
Muchas de las áreas identificadas ya son áreas protegidas, reservas con distinto marco de protección, provincial o municipal. 
Hasta el momento se identificaron 11 áreas prioritarias para la conservación de la biodiversidad. De estas, algunas ya tienen una figura legal formal de protección (dentro de alguna de las Categorías de los Sistemas de Áreas Protegidas) y otras son humedales en su mayor extensión.
Las áreas protegidas de la cuenca son:
- Reserva Municipal La Saladita (Avellaneda)
- Reserva Natural Municipal Santa Catalina (Lomas de Zamora)
- Reserva Natural Provincial Santa Catalina (Lomas de Zamora)
- Reserva Natural, Integral y Mixta Laguna de Rocha (Esteban Echeverría)
- Reserva Natural Bosques de Ciudad Evita (La Matanza)
- Reserva Natural Urbana de Morón (Morón)
- Reserva Lagunas de San Vicente (San Vicente)
- Reserva Paleontológica "Francisco P. Moreno" (Marcos Paz)
- Reserva Ecológica Lago Lugano (Ciudad Autónoma de Buenos Aires)
- Bosques de Ezeiza (Ezeiza)

En febrero de 2019, ACUMAR celebró un convenio con el Consejo Nacional de Investigaciones Científicas y Técnicas (CONICET) para realizar en forma conjunta el Inventario de Humedales de la Cuenca Matanza Riachuelo con el objetivo de delimitarlos, caracterizarlos y tipificarlos, como herramienta para el ordenamiento ambiental del territorio y la gestión sustentable de estas zonas.
Este proyecto se enmarca en el Inventario Nacional de Humedales, proceso iniciado por la Secretaría de Ambiente y Desarrollo Sustentable de la Nación en el año 2016.
En estos casos ACUMAR brinda apoyo a través de la gestión y asistencia en el desarrollo de planes de manejo, planes de educación ambiental y monitoreos. Además, se detectaron zonas que aún no tienen una protección efectiva en el territorio, por lo que ACUMAR acompaña y apoya gestiones para su designación y protección en el futuro cercano.

## Relocalización de barrios y asentamientos en las márgenes del río
El Plan Integral de Saneamiento de la Cuenca Matanza Riachuelo definió la relocalización de 17.000 familias cuyas viviendas se hallaban instaladas dentro del camino de sirga del Matanza Riachuelo, en los 35 metros de cada margen. Estos barrios fueron incorporados al plan de relocalizaciones llevado adelante por ACUMAR junto con las distintas jursdicciones que integran la Cuenca. En la actualidad, el proceso de relocalización de viviendas en la Cuenca Matanza Riachuelo tiene un cumplimiento del 75% en relación con las viviendas ubicadas en el camino de sirga, y de un 35% del total de viviendas definidas en el plan formulado en 2010.
En el camino de sirga de la Ciudad de Buenos Aires de Buenos Aires fueron relocalizados los siguientes barrios o asentamientos:

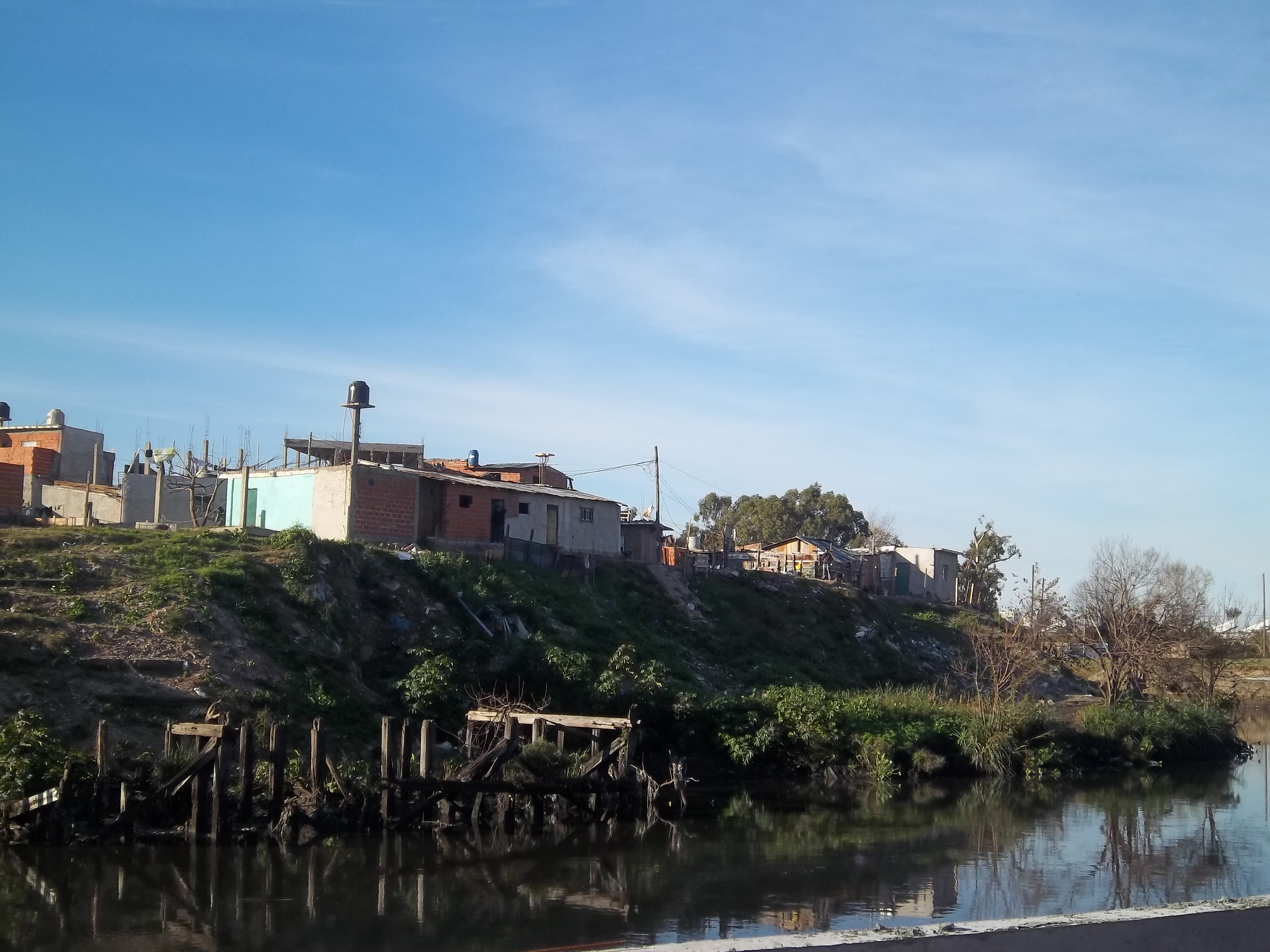
Villa 21-24 junto al Riachuelo

- El asentamiento Luján (ubicado en Pedro de Luján 2364 en el barrio de Barracas) de 44 familias se relocalizó por completo en julio de 2011.[43]

- El asentamiento El Pueblito (ubicado debajo del puente Alsina, en el barrio de Nueva Pompeya), conformado por 128 familias, se relocalizó por completo en enero de 2012 a un complejo habitacional del Bajo Flores.[44]

- El asentamiento Magaldi (ubicado en la calle Agustín Magaldi 2200, en el barrio de Barracas) de 116 familias, según indicó el IVC, fue relocalizado por completo el 31 de julio de 2012.[45]

En el asentamiento Villa 26,  conformado por 215 familias, la Acumar construyó viviendas en el año 2014 las primeras 125 familias de la Villa 26, fueron relocalizadas en enero de 2015 en departamentos construidos por los mismos vecinos.
El asentamiento Villa 21-24 que se compone de 1334 familias actualmente está en proceso de relocalización.
La relocalización de los asentamientos de las márgenes del río en Provincia fue completada en los municipios de Avellaneda, Lomas de Zamora y La Matanza.

## Autoridades
La Autoridad de Cuenca está integrada por un Consejo Directivo presidido por la Ministerio de Obras Públicas y los representantes de las tres jurisdicciones, un Consejo Municipal con representantes de los 14 municipios que conforman la cuenca, y una Comisión de Participación Social como espacio de articulación del Plan con la sociedad civil abierto a su integración por cualquier organización con intereses en el ámbito territorial de la cuenca. Asimismo, se ha conformado un Foro de Universidades de la Cuenca Matanza Riachuelo (FUCUMAR) como ámbito de interacción entre las universidades vinculadas por sus saberes a la problemática de la cuenca y el grupo de expertos responsables a cargo del Plan.

## Nómina de Presidentes
| N.º | Presidente             | Partido | Partido               | Periodo                                           | Presidente                     |
| --- | ---------------------- | ------- | --------------------- | ------------------------------------------------- | ------------------------------ |
| 1   | Romina Picolotti       |         | Partido Justicialista | 5 de diciembre de 2006 - 3 de diciembre de 2008   | Cristina Fernández de Kirchner |
| 2   | Homero Máximo Bibiloni |         | Partido Justicialista | 3 de diciembre de 2008 - 4 de diciembre de 2013   | Cristina Fernández de Kirchner |
| 3   | Juan José Mussi        |         | Partido Justicialista | 29 de diciembre de 2010 - 4 de diciembre de 2013  | Cristina Fernández de Kirchner |
| 4   | Jorge Fabián Calzoni   |         | Partido Justicialista | 4 de diciembre de 2013 - 19 de agosto de 2015     | Cristina Fernández de Kirchner |
| 5   | Gerardo López Arrojo   |         | Partido Justicialista | 19 de agosto de 2015 - 10 de diciembre de 2015    | Cristina Fernández de Kirchner |
| 6   | Julio Torti            |         | Frente Renovador      | 10 de febrero de 2016 - 12 de enero de 2017       | Mauricio Macri                 |
| 7   | Gladys González        |         | Propuesta Republicana | 12 de enero de 2017 - 18 de julio de 2017         | Mauricio Macri                 |
| 8   | Dorina Soledad Bonetti |         | Independiente         | 18 de julio de 2017 - 12 de diciembre de 2018     | Mauricio Macri                 |
| 9   | Lucas Figueras         |         | Propuesta Republicana | 12 de diciembre de 2018 - 31 de diciembre de 2019 | Mauricio Macri                 |
| 10  | Martín Sabbatella      |         | Nuevo Encuentro       | 17 de enero de 2020 - 10 de diciembre de 2023     | Alberto Fernández              |
| 11  | Lucas Figueras         |         | Propuesta Republicana | 4 de enero de 2024 - en el cargo                  | Javier Milei                   |

## Causa ACUMAR
El entramado por la causa de ACUMAR salió a la luz tras una serie de denuncias periodísticas, que derivaron en un pedido de investigación de la Corte Suprema a la Auditoría General de la Nación (AGN). Del informe realizado por la AGN se desprendió que las firmas Gildin S.A., Vial Rogo Constructora S.A., Tierras Provinciales S.A., Compañía Constructora M&T S.A. y Kartons estaban vinculadas con el juez Luis Armella, ya sea por la composición de sus órganos, la alternancia de sus socios.